# Бораты (минералы)

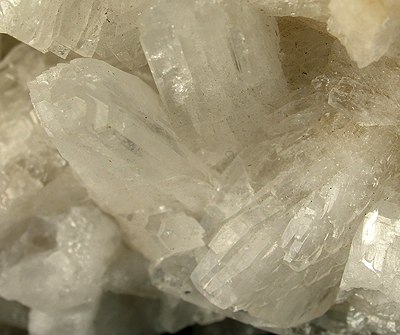
Индерборит

Бораты — минералы, соли ортоборной кислоты Н3ВО3 и гипотетических полиборных кислот Н2В4О7 и Н3В5О9 и др. Известно 85 природных боратов, систематизированных по строению борнокислых полиионов и отношению RO:B2O3 в группе гидроокислов бора, ортоборатов, пироборатов, борацитов, гидроксилборатов, фтороборатов, фосфоборатов, арсеноборатов, сульфоборатов, боратов сложного состава.

## Строение
Анион [ВО3]3− имеет вид плоского треугольника сравнительно малых размеров. Это благоприятсятвует образованию прочных кристаллических решёток с малыми катионами трехвалентных металлов Fe3+, Al3+, Mn3+ в сочетании с малыми двухвалентными катионами Mg2+, Fe2+, Mn2+. Для полиборатов весьма характерны Mg2+ и более крупные Ca2+, Na1+.

## Свойства
Удельный вес в безводных боратах 2,6-3,4 (редко больше), богатых водой меньше 2. Твердость безводных 5-6, водных 2-4. Цвет: бесцветные, белые, серые, реже жёлтые, окрашенные в другие цвета. У безводных боратов показатель преломления света Nm — 1,65, у водных Nm — 1,470-1,570.

## Происхождение (генезис)
Бораты слагают месторождения ряда генетических типов, главные из которых контактово-метасоматические, вулканогенно-осадочные и галогенные. В галогенных горных породах бораты образовывались на разных стадиях пегнитогенного процесса и встречаются в доломитах, в доломит-ангидритовых породах, в каменной соли и калийных солях.
В соляных горных породах наиболее распространены магниевые бораты, которые замещаются преимущественно кальциевыми (инионитом, колеманитом, пандермитом), кальциево-магниевыми (гидроборацитом) и кальциево-натриевыми боратами (улекситом), а также ашаритом. В галогенных горных породах нередко встречаются не только бораты, но и боросиликаты (данбурит, реже: сирзелит, ховлит). В контактово-метасоматических месторождениях доминируют людвигит, ашарит, реже суанит, котоит. Вулканогенно-осадочные месторождения характеризуются в одних случаях крупными скоплениями буры, иногда с примесью гернита, в других — колеманита, изредка пандермита при меньшей роли роли улексита, иниоита.

## Месторождения
Индерское месторождение в Казахстане, по имени которого назван индерборит — один из минералов класса боратов.